# Киникини
Киникини (фидж. Kinikini) — короткодревковое ударно-дробящее холодное оружие в виде рукояти с плоской, лопастевидной ударной частью — навершием. Церемониальная булава, Символ власти у племен острова Фиджи.

## Описание
Киникини представляет собой булаву из дерева, длиной около 150 см. Состоит из круглой расширяющейся рукояти и ударно-боевой части в виде плоского, ромбовидного утолщения в форме весла, похожего на плавник акулы. Ударные кромки плоские и острые. Встречаются палицы, где навершье делится на нескольких секций. По всей длине навершия проходит ребро жесткости. Также оно украшено традиционными узорами фиджийцев. Узоры выполнены с использованием белой краски, которая изготавливается из кораллов. Они делаются так, чтобы они выделялись на фоне темного цвета деревянной булавы.
Киникини используется этническими группами островов Фиджи не только как оружие, но и как символ статуса его владельца. Владеть Киникини могли исключительно только жрецы и вожди. Булаву использовали не только как ударное оружие, но и как щит от стрел. Существуют разные версии палицы, которые отличаются формой и декором.